# Choyr
Choyr ([ˈt͡ɕœe̯r] (del mongol: Чойр) es una ciudad de Mongolia. Capital del sum Sümber y de la provincia de Govisümber, en el centro-este del país.

## Demografía
En 2002 una población de Choyr era de 7.588 habitantes (9.207 sumando las zonas rurales adyacentes), superior a la población de 4.500 habitantes en 1979. Su población está estimada en 7,998 habitantes a finales de 2006.

## Geografía
Choyr se encuentra en la depresión homónima, un valle de alrededor de 150 km de largo y de 10 a 20 km de ancho, con una profundidad de 500 m sobre las tierras de alrededor. La ciudad se encuentra a 1.269 metros de altitud.

## Comunicaciones
Está situada en el trayecto del ferrocarril Transmongoliano, 250 km al sureste de Ulán Bator. El Banco Asiático de Desarrollo está considerando construir una carretera pavimentada de 430 km que comunicará Choyr con la frontera china, la etapa final de una ruta norte-sur a través del país.

## Historia
Choyr fue una base militar durante el periodo soviético. En 1989, las unidades de misiles antiaéreos soviéticas fueron retiradas. El camino más largo de mongolia, ahora abandonado, está situado a 25 km al norte de Choyr, una reliquia de la historia del país. En 1992, el cantón militar pasó a la jurisdicción de la provincia de Govisümber, de acuerdo a la constitución de aquel año. Cerca de la estación de ferrocarril hay una estatua conmemorativa del primer cosmonauta mongol, Zhugderdemidiyn Gurragcha.

## Economía
Choyr ha sido declarada zona empresarial libre. Junto con Darkhan y Erdenet, es una de las tres ciudades autónomas de Mongolia. La ciudad posee una prisión de seguridad media con capacidad para 460 prisioneros.